# Telecanal
Telecanal es un canal de televisión abierta chileno de presunta propiedad del Grupo Albavisión. Debutó el 5 de diciembre de 2005, seis años y cuatro días después del fin de las transmisiones de Canal 2, cuyas horas de emisión obligatorias por ley eran cubiertas hasta entonces por espacios pagados por el ministerio evangélico VidaVisión. Sus oficinas y estudios están ubicados en el barrio Sanhattan de Las Condes, e inicialmente estaba pensado para tener cobertura nacional, situación que fue variando con el paso de los años, adquiriendo, vendiendo y renunciando a diversas frecuencias. Está afiliada a la Asociación Nacional de Televisión de Chile, ANATEL.
Al momento de su lanzamiento, Telecanal proponía una programación alternativa a la industria local; sin embargo, durante sus primeros años de emisiones dejó atrás su propuesta original, reduciendo al mínimo los programas de producción propia para limitarse a emitir series y programas envasados hasta reducirlos al mínimo y reemplazarlos por informerciales, los que en 2020 llegaron a ocupar más de 16 horas de programación, versus poco más de 7 horas de contenidos de entretenimiento.
Buena parte de la programación envasada de Telecanal ha sido emitida a lo largo de los años por La Red, ya que ambas señales pertenecerían — a través de una intrincada estructura societaria – al Grupo Albavisión; así, ambas serían las únicas señales de televisión abierta en Chile ligadas a un mismo dueño, a pesar de que la legislación nacional y los entes reguladores han bloqueado esta situación de propiedad en otros casos similares, incluyendo el que llevó a la quiebra al concesionario antecesor de la frecuencia 2 en 1999.
Desde la madrugada del 16 de junio de 2025, Telecanal retransmite las 24 horas la señal de RT en Español, manteniendo al mínimo su identidad gráfica y sólo desconectándose de la cadena estatal rusa para emitir los contenidos obligatorios conforme a los lineamientos del Consejo Nacional de Televisión, incluyendo las horas obligatorias de contenidos culturales y la franja electoral para las elecciones presidenciales de 2025.

## Historia

### Primeros años (2005-2009)
Tras el fracaso económico y de audiencia del proyecto de Canal 2 Rock & Pop, VidaVisión (asociada a la Iglesia Evangélica) comenzó a comprar a la administradora designada de la frecuencia, Edu Comunicaciones (hoy TVI Filmocentro, controladora de Vía X, Zona Latina y ARTV) buena parte de las ocho horas que esta debía transmitir por ley para evitar caducar la concesión de la señal. Así, y progresivamente, los espacios religiosos terminaron por copar toda la extensión de las transmisiones diarias.
En julio de 2005, la Compañía Chilena de Comunicaciones, propietaria de la frecuencia (y conocidos mayoritariamente por ser los controladores de Radio Cooperativa), ejecuta la venta a Inversiones Alfa Tres S.A., liderada por Jaime Cuadrado Herrera (exgerente comercial de Canal 13 y amigo personal de Mario Kreutzberger) por una cifra cercana a los $2 700 millones; a partir de esa fecha, dicha empresa pasó a ser la titular de la concesión de Canal 2. Tras el cambio en la titularidad de la frecuencia, Alejandro Martínez – representante de VidaVisión - interpuso una demanda en Tribunales en contra de ambas partes acusándolas de fraude.
En septiembre de 2005, Telecanal inició una marcha blanca de dos meses, en la cual se transmitió solamente publicidad corporativa, además de darse a conocer el logotipo y el eslogan del canal durante ocho horas al día (especialmente en la madrugada), para así cumplir con la reglamentación vigente. En este video se mostraron los rostros del canal y su programación planificada, la cual sería muy diferente a lo que se esperaba. El día 27 de octubre Alfa Tres adquirió las frecuencias que poseía la desaparecida cadena regional Telenorte entre Arica y La Serena.
El canal inició sus transmisiones de manera oficial el lunes 5 de diciembre de 2005. Sus emisiones a través de televisión por cable se iniciaron el 1 de enero de 2006 tras la llegada a las grillas de VTR, y a Coltrahue TV el 10 de enero de ese año; en junio de 2006 fue añadido a la parrilla de Telefónica TV Digital, en diciembre a la de Gtd, y el 23 de marzo de 2010 llegó a Claro TV.
En un principio, Telecanal contaba con espacios en vivo que no pasaban de los 30 minutos de duración, y el grueso de su programación estaba basada en series extranjeras, dibujos animados (Telemonitos), películas y telenovelas mexicanas, colombianas y argentinas. Tras un año al aire, nuevos programas vieron la luz: el espacio deportivo Como en la radio, el magacín Cocinados y el programa de conversación Canal Abierto. Entre sus principales rostros estaban Daniel Valenzuela, Carolina Correa, Milton Millas y Carla Ballero.
A mediados de octubre de 2008 fue cancelada gran parte de su programación nacional, en su mayoría realizadas por productoras externas, saliendo de pantalla Cocinados, Conspiración Copano, Hiperconectados, Pago x ver, Pura noche y Mundo Motor. El noticiero En Línea fue trasladado a una única edición diaria de 30 minutos a las 23 horas, mientras que las películas emitidas en el bloque Cine de estrellas pasaron a las 20 horas. De este modo, la producción envasada pasó a ocupar gran parte de su programación diaria.
A inicios de 2009 regresa el programa Pura Noche, esta vez bajo la conducción de Alfredo Alonso, al igual que Krishna Navas, quien más tarde tendría su espacio de conversación con temática femenina (Sólo ellas) junto a Pamela Díaz, Liliana Ross y Matilda Svensson. También nacen Jugados y Actualidad central.
El 16 de noviembre de 2009 debuta el primer late show de la estación, Influencia humana, que marca la llegada de Pablo Zúñiga a Telecanal. El espacio tuvo buena recepción del público, y tuvo como invitados a Felipe Camiroaga y Vivi Kreutzberger, entre otros.

### Nulo rating, ADN TV, cese de la producción propia y llegada a la TDT (2010-2025)
A inicios de enero de 2010, el periodista Sergio Molleda – conductor de En línea - participa representando a Telecanal en el debate presidencial de Anatel; a los días, el noticiero se deja de emitir. A fines de febrero es cancelado Influencia humana, y a las semanas "Sólo Ellas". Nuevamente, la programación vuelve a centrarse en la emisión de contenidos envasados, y pese a renovar su logotipo e identidad gráfica en octubre de 2011, esto provocó un estancamiento programático, de tecnología, e incluso de identidad gráfica durante los próximos 15 años.
En septiembre de 2010 se comienza a formar un área deportiva a cargo del periodista Danilo Díaz, ya que Telecanal adquiere los derechos para emitir la UEFA Europa League, en reemplazo de La Red que emitió la temporada 2009; también se emitió de lunes a viernes a la medianoche el espacio Hola Deportes con Juan Manuel Ramírez, Mauricio Triviño y Marcelo González Godoy, donde eran cubiertos deportes distintos al fútbol, como baloncesto, voleibol y rugby.
En noviembre de ese mismo año, el director ejecutivo de Telecanal, Jaime Cuadrado cierra un acuerdo para vender la estación al mexicano Guillermo Cañedo White, exejecutivo del grupo Televisa y ex director de Mega.[cita requerida]
En 2011, Telecanal transmitió la Eurocopa Sub-21, un evento nunca antes visto en la televisión chilena. El 24 de octubre del mismo año, Telecanal perdió sus frecuencias en el Gran Valparaíso, Concepción y Temuco, heredadas de la antigua red cultural regional Artevisión, puesto que fueron vendidas a Mas Canal 22 — entonces propiedad de Copesa — para ampliar la cobertura de su proyecto de televisión abierta, 3TV.[cita requerida]
Entre junio y julio de 2012, Telecanal transmitió la Eurocopa de ese año, celebrada en Polonia y Ucrania, en conjunto con Chilevisión.
En 2013, el canal cierra el año con un índice de audiencia promedio de 0,43 puntos, siendo superado incluso por UCV Televisión, que alcanzó 1,3 puntos de sintonía anual promedio, convirtiéndose en el canal menos visto de toda la televisión chilena. Los magros resultados fueron explicados debido a que solo se emitió programación envasada, la cual se mantendría casi sin cambios durante los próximos 15 años, hasta 2025.
El 1 de enero de 2014, José Manuel Larraín Melo – ex director ejecutivo de La Red - asume como nuevo director ejecutivo de la estación. Un día más tarde, Telecanal comienza a emitir cinco horas diarias de infomerciales de A3D (de 8 a 13 horas), quedando únicamente Entretenidos como espacio de producción propia.

#### ADN TV
A principios de marzo de 2016, diferentes medios de prensa nacionales informaron sobre el proyecto en desarrollo de un canal de televisión abierta de noticias bajo el nombre de la señal radial informativa de Ibero Americana Radio Chile — filial del conglomerado multimedios español Prisa -, en conjunto con Telecanal y La Red. Al primero, le arrendaría 12 horas de emisión al aire; al segundo, un estudio y recursos físicos, técnicos y humanos en su centro de televisión de Quilín. El canal operaria bajo el umbral de la sociedad Multimedios GLP, controlada por el consorcio radial y Albavisión, que servía entonces solo como un joint-venture para la venta de publicidad en los medios que ambas empresas operaban en el país.
El nuevo canal tendría como fuerte la información, con noticieros centrales y a la hora; además de espacios de periodismo de investigación, entrevistas, y algunos de entretención y cultura, todos independientes a la programación radial de ADN Radio, que no vería modificada su parrilla. Sería liderado editorialmente por Gerson del Río, y la conducción ancla de noticias estaría a cargo de Mauricio Hofmann y Mirna Schindler; su director ejecutivo sería quien desempeñaba el mismo cargo en La Red, Javier Urrutia. A pesar de ello, Telecanal no desaparecería completamente, ya que transmitiría las 12 horas restantes (hasta el mediodía) dando paso a las emisiones de ADN TV desde esa hora.
Se hizo público que, gracias a su alianza con La Red, el nuevo canal poseería los derechos de emisión de los goles del fútbol chileno, y dada la presencia de Telecanal en la TV de pago, ADN TV estaría disponible en gran parte de los operadores.
ADN TV debutó el 10 de junio de 2016 con la transmisión de la Eurocopa 2016 a cargo del equipo deportivo de la radio: Víctor Cruces e Ignacio Salcedo en la conducción; relatos de Alberto López, Patricio Barrera y Manuel Fernández; y comentarios de Danilo Díaz y Sergio Vargas. Los partidos mejoraron significativamente la audiencia de Telecanal, que rondaba entre 0 y 1 punto, consolidándose finalmente al lograr un índice histórico con picos de 16 puntos y un promedio de 13 puntos el 10 de julio, durante el partido final entre Francia y Portugal, superando a toda la competencia, incluso al canal líder del momento, Mega.
Además, transmitió la serie Chile - Colombia, los días 16 y 17 de julio por la Zona Americana de la Copa Davis 2016, nuevamente a cargo del equipo de ADN TV, logrando así marcar un peak de 4 puntos de audiencia, superando por ciertos momentos a Canal 13, que exhibía un resumen semanal de la teleserie turca Selin.
El proyecto ADN TV fue cancelado sin mayores explicaciones en diciembre de 2016.

#### Señal en alta definición e ingreso a la TVD
El canal comenzó a transmitir en alta definición en 2016 a través de la señal 7 del cableoperador Coltrahue Digital de Santa Cruz, estirando su señal 4:3 a este formato. El 6 de septiembre de ese año, Telecanal realizó una prueba de emisión en aspecto 16:9 y resolución 720p – a diferencia del resto de los canales abiertos chilenos, que emiten en 1080i - a través del satélite Amazonas 4A que cubre a toda América del Sur; junto con la señal en HD, se añadió una señal SD en 4:3 y la "1seg" que es usada para su recepción en dispositivos móviles.
No fue hasta el 28 de septiembre de 2021 que Telecanal inició emisiones de forma oficial en la TVD a través del canal virtual 2.1, en el mux 31 UHF de Santiago. Ese mismo mes, el canal pasa a emitir las competencias de WWE Raw y SmackDown, tras su anterior paso por La Red. Además transmite Boxeo internacional.
En septiembre de 2023, el Consejo Nacional de Televisión inició el procedimiento administrativo sancionatorio en contra de Canal Dos S.A, empresa operadora del canal, debido al incumplimiento por no iniciar las transmisiones en televisión digital abierta de la señal de Telecanal en las ciudades de: Arica (11.1 - 26 UHF), Iquique (12.1 - 41 UHF), Antofagasta (4.1 - 21 UHF), Chuquicamata (8.1 - 23 UHF), Copiapó (5.1 - 41 UHF), San Pedro de Atacama (12.1 - 26 UHF), La Serena y Coquimbo (5.1 - 35 UHF), San José de Maipo (2.1 - 21 UHF), Panguipulli (4.1 - 32 UHF) y Los Muermos (12.1 - 26 UHF).
El 1 de noviembre de 2023, Telecanal llegó a Copiapó (5.1 - 41 UHF), siendo la primera región en recibir la señal digital del canal desde Santiago. En 2024, la señal fue expandida a las ciudades de Arica, Iquique, Antofagasta, La Serena y Coquimbo, así como la renuncia de las concesiones para las localidades de San Pedro de Atacama, Chuquicamata, San José de Maipo, Los Muermos y Panguipulli.

### Retransmisión de RT en Español (2025-presente)
A la medianoche del 16 de junio de 2025 y sin aviso previo, Telecanal comenzó a retransmitir prácticamente las 24 horas del día la señal del canal de noticias estatal ruso RT en Español, dejando atrás su programación basada en contenidos envasados e infomerciales y quedando RT inmediatamente disponible tanto en sus frecuencias de televisión digital terrestre como en las de operadores de televisión pagada de cobertura nacional y local. Sin embargo, Telecanal conserva la emisión de algunos bloques de programación cultural — como El conciertazo y Reino animal – y emite la franja electoral, ambos para dar cumplimiento a las disposiciones del Consejo Nacional de Televisión (CNTV) que regulan su funcionamiento.

#### Reacciones políticas y de la sociedad civil
Personeros de la Unión Demócrata Independiente (UDI) — de la coalición de derecha Chile Vamos – y el Partido Republicano (de extrema derecha) expresaron su rechazo, argumentando que RT es un medio de propaganda del Kremlin, y su presencia en la televisión abierta chilena representa un riesgo para la desinformación y la injerencia extranjera. Parlamentarios de ambos partidos incluso solicitaron al CNTV que revise si la retransmisión cumple con la normativa vigente en materia de pluralismo informativo y libertad de expresión. 
Por otro lado, figuras del ámbito académico y comunicacional han advertido sobre la falta de transparencia en el acuerdo entre Telecanal y RT, señalando que la ciudadanía tiene derecho a conocer los términos del convenio, especialmente si se trata de un canal financiado por un gobierno extranjero.
Organizaciones de derechos humanos han manifestado su preocupación por la posible difusión de contenido que relativice conflictos internacionales o violaciones a los derechos humanos cometidas por el gobierno ruso liderado por Vladímir Putin. Desde la izquierda, el exalcalde de Recoleta y excandidato presidencial Daniel Jadue (PCCh) criticó en una columna en El Ciudadano las reacciones frente a la retransmisión del canal RT en la televisión abierta chilena, calificándolas como “histéricas” y provenientes tanto de la derecha como del centro político, señalando que el verdadero temor no radica en Rusia, sino en la posibilidad de que se fracture el control ideológico del discurso dominante en los medios nacionales.
Tras el cambio, se ha observado un aumento en los reclamos hacia Telecanal recibidos por el CNTV respecto a la línea editorial de los nuevos contenidos emitidos por RT, particularmente por una supuesta falta de equilibrio en la cobertura de temáticas ligadas a la guerra en Ucrania, el rol de la OTAN y las relaciones entre Rusia y América Latina. La Embajada de Rusia en Chile celebró la llegada del canal, argumentando que ofrece a los chilenos “una perspectiva diferente” y universos narrativos comparables a medios como BBC, France TV o Deutsche Welle; el embajador ruso en Chile, Vladimir G. Belinsky, declaró a Radio Bío-Bío que se enteró del arribo de RT “como muchos chilenos”, y negó cualquier intervención de la embajada en su llegada.
Por otra parte, el embajador de Ucrania en Chile, Yurii Diudin, expresó en una carta publicada en El Mercurio su preocupación ante la retransmisión de RT en Telecanal, advirtiendo que la señal opera como un instrumento de propaganda del Kremlin, difundiendo desinformación y justificando la agresión militar de Rusia, particularmente en el contexto de la guerra en Ucrania. Además, hizo un llamado a reflexionar sobre la compatibilidad de este tipo de contenidos con los valores democráticos de Chile y alertó sobre los peligros que representa la manipulación informativa en escenarios de guerra híbrida.

#### Reacciones del CNTV y denuncia de Canal 13
Ante la efervescencia pública, el 20 de junio de 2025 el Consejo Nacional de Televisión (CNTV) emitió un comunicado recordando que no ejerce censura previa, pero sí fiscalización posterior, y que la emisión de contenidos extranjeros no está prohibida mientras ellos cumplan la legislación chilena y se garantice responsabilidad editorial. 
En una sesión extraordinaria, el CNTV solicitó información a la Subsecretaría de Telecomunicaciones sobre las concesiones vigentes de Telecanal y citó a su director ejecutivo, Rodrigo Álvarez Aravena — abogado y socio de la oficina chilena de DLA Piper – para explicar el acuerdo con RT. También señaló haber recibido denuncias ciudadanas y oficios parlamentarios, comprometiéndose a actuar conforme a la ley y en resguardo del pluralismo y la democracia.
A fines de junio de 2025, Canal 13 presentó una denuncia formal ante el CNTV donde acusa a Telecanal de ceder ilegalmente su señal a RT, siendo la primera vez en la historia de la televisión chilena en que una cadena de televisión denuncia a otra directamente por presunta infracción a la Ley. La denuncia de Canal 13 argumenta que Telecanal reemplazó casi toda su programación habitual por contenidos producidos por el gobierno ruso en Moscú, sin intervención nacional ni autorización del CNTV; esto, a juicio del ex canal católico, vulnera gravemente las leyes chilenas sobre concesiones televisivas, responsabilidad editorial y titularidad nacional de las señales, lo que representaría una cesión estructural— y no un "acuerdo temporal" – que vulnera el artículo 16 de la Ley N° 18.838 sobre concesiones televisivas.
La denuncia también destaca que RT está actualmente sancionada por la Unión Europea, al considerarla un instrumento de propaganda del Kremlin. Además, Canal 13 acusa que Telecanal transformó su línea editorial sin aviso conservando espacios mínimos estipulados por ley, como la emisión de la franja electoral de la elección primaria presidencial de Chile de 2025; a la fecha de la denuncia, la misma ya había dejado de emitirse tras el fin del período de campañas. La estación del Grupo Luksic advierte además que esta práctica pone en riesgo la soberanía mediática y la institucionalidad del sistema televisivo chileno, e insta al CNTV a actuar con urgencia, formulando cargos y sanciones ejemplares.

## Frecuencias y cobertura
A 2025, Telecanal sólo tiene cobertura a nivel nacional a través de sistemas de televisión pagada, específicamente en Movistar TV (señal 803, HD) y Claro TV (señal 51, SD). Su señal de televisión digital terrestre solo se emite en el Gran Santiago (canal 31 UHF, 2.1), Arica (canal 26 UHF, 11.1), Iquique (canal 41 UHF, 12.1), Antofagasta (canal 21 UHF, 4.1), Calama (canal 23 UHF, 8.1), Antofagasta (canal 21 UHF, 4.1), Copiapó (canal 41 UHF, 5.1), La Serena (canal 35 UHF, 5.1), y Curicó (canal 25 UHF, 25.2; subcanal de Vivo TV).      
A su vez, Telecanal está disponible en regiones a través de VTR (en Calama, Tocopilla, Vallenar y las ciudades del norte de Chile donde actualmente emite en abierto) y en sistemas de TV pagada locales de Los Ángeles (BiocableSur, canal 60 SD) y la provincia de Biobío (Cabrero, Yumbel, Laja y Mulchén) como un canal de "variedades" (TV Cable del Sur, canal 2 SD)

## Logotipos

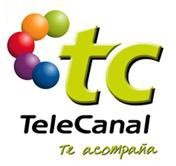
2005-2007
2007-2011
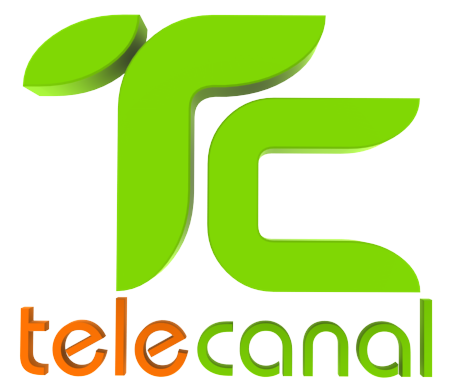
2011-presente

## Directores ejecutivos
- 2005-2010: Jaime Cuadrado Hederra
- 2010-2013: Ricardo Rufatt Borda (Gerente General)
- 2014-2018: José Manuel Larraín Melo
- 2018-presente: Rodrigo Álvarez Aravena

## Ex afiliadas regionales

### Telecanal Talca
En marzo de 2024, la emisora finalizó su afiliación con Telecanal sin previo aviso y comenzó a transmitir a tiempo completo el noticiero En línea Maule. Este último se convertiría en el nuevo nombre de la estación. Sin embargo, la programación de Telecanal de Santiago continuó emitiéndose en el subcanal virtual 6.2 de Talca, básicamente como una señal espejo. Esta situación perduró hasta agosto de 2025, cuando el subcanal virtual comenzó a retransmitir la programación de En línea Maule.

### Telecanal Santa Cruz
Telecanal Santa Cruz es un canal de televisión abierta chileno en la ciudad de Santa Cruz, región de O'Higgins. Funcionó por mucho tiempo como estación afiliada de Telecanal, pero hoy transmite programación propia, y solo hace uso de la marca, siendo un canal independiente. Se transmite en el canal 11.1, en la televisión digital terrestre de Coltrahue , en la Provincia de Colchagua, y también está disponible en la cableoperadora Mundo, en el canal 751 HD, para la región de O'Higgins, y en el canal 240 HD, de la aplicación Mundo Go, disponible a nivel nacional.